# Folkestone
Folkestone es un municipio costero ubicado al sureste de Inglaterra, en el canal de la Mancha, perteneciente al distrito de Folkestone and Hythe en el condado de Kent.

## Etimología
Aunque Kent fue la primera parte de la gran isla británica, luego de ser conquistada y colonizada por los invasores Anglos, Sajones y Jutos, desde mediados del siglo V d. C. en adelante, luego de la salida de los romanos, no fue hasta fines del siglo VII que aparece la palabra Folcanstan. Una de las primeras versiones dice que la palabra se refiere a la piedra Folca; otra de las versiones dice que se trataba de un nombre personal del Inglés Antiguo, con la adición de stone, posiblemente el significado en este contexto era meeting place («lugar de encuentro»). Sin embargo, no fue hasta mediados del siglo XIV cuando el nombre de Folkestone se fijó como tal, cuando el conde Radnor solicitó que el nombre del pueblo se autentificará. Folkestone es a menudo mal escrito, incluyendo variantes como «Folkston», «Folkstone» y «Folkeston».

## Historia
El área de Folkestone fue ocupada por lo menos desde la era Mesolítica, y en 2010, especialistas descubrieron piedras pedernales debajo de los restos de la «Villa romana de Folkestone». La zona de «East Cliff» fue excavada en 1924 y más recientemente en 2010-2011, y se han encontrado artefactos desde la era Mesolítica hasta la época Romana. En el «East Cliff», existía una extensa ciudad: "la Edad de Hierro", que produjo piedras Quern a una escala casi industrial. Estas piedras eran utilizadas para la molienda de cereales en harina, luego se intercambiaban por exportaciones continentales, como la cerámica y el vino. Una modesta villa de estilo romano fue construida sobre el asentamiento «Edad del Hierro» cerca del siglo I d. C. La villa fue abandonada entre el siglo III y IV por razones desconocidas.
En el año 597 d. C. Agustín y una banda de monjes llegaron a «Ebbsfleet», en la Isla de Thanet, en una misión del Papa Gregorio para volver a cristianizar Gran Bretaña. Fue recibido por el anglosajón pagano rey de Kent, Ethelbert y su reina cristiana, Bertha. A Agustín se le concedió una tierra en Canterbury, donde construyó su iglesia, fundando el monasterio de San Pedro y San Pablo (ahora conocido como San Agustín). Ethelbert fue sucedido como rey anglosajón de Kent por su hijo Eadbaldo, cuya hija, Eanswythe, rechazó todas las ofertas de matrimonio y fundó un convento en el año 630 d. C. en Folkestone cerca de la calle Bayle, donde está la actual iglesia parroquial de Santa María y San Eanswythe, donde su padre tenía su castillo. Eanswythe murió en el año 640 d. C. y rápidamente se hizo santa. Las reliquias de Eanswythe fueron trasladadas al presbiterio de la iglesia actual en el siglo XII, unos 600 años después de su muerte. Se convirtió en el centro de la oración y peregrinación de tal manera que Eanswythe fue rápidamente adoptada como patrona de la ciudad. Esta comunidad santa creció y se convirtió en un monasterio hasta que fue disuelta por los comisionados de Enrique VIII. Las reliquias de Santa Eanswythe desaparecieron probablemente por los comisionados de Enrique VIII.
Estas reliquias fueron redescubiertas en junio de 1885, cuando obreros llevaron a cabo restauraciones en el altar mayor, se encuentra un ataúd de plomo en mal estado, encerrado en un nicho en la pared norte del presbiterio. Examinado por los arqueólogos en ese año y más tarde en 1981 confirmaron que el ataúd era de origen anglosajón y los pocos fragmentos de hueso fueron los de una mujer de unos 30 años de edad.
Estas reliquias todavía se encuentran en la iglesia, cerca de donde fueron descubiertas, en el muro norte del presbiterio flanqueado por un par de pequeños candelabros de bronce y proporciona un enlace casi único con San Agustín y su misión.
El día de Santa Eanswythe se celebra el 12 de septiembre de cada año (la fecha en que sus reliquias fueron trasladadas a la actual capilla mayor). Ellas también aparecen en la «ciudad sellada» con William Harvey, un médico del siglo XVII, nacido en Folkestone que descubrió la circulación de la sangre.
Un caballero normando celebró la "Baronía de Folkestone", que llevó a su entrada como parte de la Alianza de los Cinco Puertos en el siglo XIII y con ello, el privilegio de ser un puerto comercial más rico. Al inicio del Período Tudor se había convertido en una ciudad por derecho propio. Las guerras con Francia significaba que las defensas tuvieron que ser construidas allí y pronto comenzaron los planes para la construcción del puerto de Folkestone. A principios de la década de 1800 se desarrolló el puerto, pero el impacto más grande fue la llegada de los ferrocarriles en 1843.

### Puerto de Folkestone
Hasta el siglo XIX, Folkestone mantuvo una pequeña comunidad pesquera con un paseo marítimo que fue golpeado continuamente por las tormentas que hacía difícil que barcos los barcos lleguen a tierra. En 1807 una ley del Parlamento aprobó la construcción de un muelle y el puerto fue construido por Thomas Telford en 1809 En 1820, una zona del puerto de 14 acres (5,7 hectáreas) había sido cerrado. El comercio y la población de Folkestone crecieron ligeramente, pero el desarrollo todavía se vio obstaculizado por la arena y limo del «Pent Stream». La empresa del puerto de Folkestone invirtió fuertemente en la eliminación de los sedimentos, pero con poco éxito. En 1842 la compañía se declaró en
quiebra y el gobierno puso el puerto abandonado a la venta. La compradora del puerto fue la Compañía Ferroviaria Oriental Sur (SER), que fue entonces la constructora de la línea de ferrocarril de Londres a Dover. George Turnbull fue el responsable en 1844 de la construcción del muelle de Hornos. El dragado del puerto, y la construcción de una línea ferroviaria a fin de cuentas, comenzó casi de inmediato, y la ciudad pronto se convirtió en la estación principal de la SER para el tráfico continental de Boulogne.
Folkestone Harbour Company encargó a Foster Associates producir un plan maestro para Folkestone que se publicó en abril de 2006. Los planes describen la reconstrucción del puerto como un puerto deportivo, una "Ola Verde" por el paseo marítimo que une: campo al oeste y al este de la ciudad, nuevas vivienda, tiendas y un pequeño campus universitario. Los planes se toman en la tierra que antes era el parque de atracciones de la Rotonda. El progreso del desarrollo de la zona ha sido inhibido por la recesión y por las nuevas directrices que rigen la protección contra inundaciones. Un nuevo enfoque para el paseo marítimo está siendo desarrollado por Terry Farrell and Partners, y la antigua sede de feria está siendo considerada para el uso recreativo temporal mientras que la planificación se lleva a cabo.
Sin embargo, existe un plan alternativo, que está siendo desarrollado por la «Asociación de la conmemoración de línea» que se basa en mantener el ferrocarril del puerto y la estación como una operación importante (patrimonios turísticos) en el museo Leaving for War dada la importancia del puerto de Rama. La estación de tren del puerto, ahora sin uso, está sucumbiendo poco a poco a la naturaleza.

### Parques Nacionales
El principal punto de referencia en Folkestone, aparte del puerto, es el «Leas» (los acantilados sobre la playa). Una Torre Martello (N.º 3) se encuentra en el acantilado sobre el Punto Copto, construido en 1806 como defensa contra Napoleón Bonaparte, también ha sido un puesto de observación de la guardia costera, una casa de familia, un club de golf y un puesto de control de la mina de la Segunda Guerra Mundial. En la actualidad alberga un centro de visitantes.
El «Caballo Blanco de Folkestone» está tallado en la colina Cheriton por encima de la terminal del Channel Tunnel. El «Downs» zona de excepcional belleza natural de Kent incluye parte de la zona de la ciudad. La cercana «Brockhill Country Park», al oeste, con senderos alrededor de un lago y en un valle, los vínculos con el Canal Real Militar en Hythe.
Folkestone está cerca de dos importantes hitos de batalla de Gran Bretaña: La Batalla de Inglaterra Memorial, Capel-le-Ferne y El museo de Kent de la Batalla de Inglaterra; El museo de la batalla más antigua de Gran Bretaña en el Reino Unido.

## Gobierno
El gobierno de Folkestone radica tanto nacional como local. En tanto el gobierno como nacional se refiere a que Folkestone es parte de la circunscripción de «Folkestone y Hythe», que actualmente (2010) se encuentra representado por Damian Collins (conservador). En el Parlamento Europeo, Folkestone es parte de la circunscripción Sudeste de Inglaterra, con diez diputados.
El gobierno local se compone de tres niveles. En el primer nivel, el Consejo del condado de Kent, Folkestone se divide en tres secciones:
- Folkestone Nordeste: comprende Park, Foord y Pabellones del Este y está representado por Richard Pascoe (conservador).
- Folkestone Sur: comprende Harvey West, Harvey Central y barrios de Harbour y está representado por Roland Tolputt (conservador).
- Folkestone Oeste: comprende Cheriton y Morehall salas y Consejo Parroquial Sandgate. Está representado por Tim Prater (demócrata liberal).[11]

El segundo nivel de gobierno local es el distrito no metropolitano. Folkestone forma parte del distrito de Hythe, que fue establecido por la Ley de Gobierno Local en 1972. Folkestone elige a 18 de 46 Consejeros del Consejo de Distrito Hythe, que actualmente son 16 conservadores y 2 demócratas. La próxima elección se celebrará en mayo de 2015.
El tercer y más bajo nivel se estableció como la parroquia civil: en el caso de Folkestone, ya celebró una "Carta Puebla", y cuando se abolió el entonces «Folkestone Borough Council», los concejales elegidos en representación de las salas, fueron designados como del «Charter Trustees», responsable de elegir un alcalde de ciudad. Ya que este papel ha pasado al Ayuntamiento de Folkestone.
El Ayuntamiento de Folkestone se creó en 2004, que comprende la zona del ex distrito de Folkestone menos el barrio de Folkestone Sandgate, que pereció por separado. El Ayuntamiento de Folkestone comprende ocho salas: Cheriton, Kent; Morehall; Park; Harvey West; Harvey central; Harbour; East; y Foord. Cada barrio elige dos o tres miembros, para un total de 18 concejales elegidos para períodos de cuatro años. Las próximas elecciones están previstas para celebrarse en mayo de 2015.
Cada año, los consejeros de la ciudad de Folkestone asisten a la ceremonia de la Junta General de Accionistas junto al alcalde y se toman decisiones para designar tanto a un alcalde de la ciudad y un teniente de alcalde, para el año próximo. Para el Año Cívico 2013/2014, se mantuvieron los puestos: como El venerable alcalde de la ciudad de Folkestone, el concejal Roger West; y como diputado, Alan North. El Ayuntamiento dispone de tres comisiones: Finanzas y Propósitos Generales; Planificación; y Servicios a la Comunidad, así como un sub-comité de personal, un panel de quejas y numerosos grupos de trabajo. La composición actual del Ayuntamiento de Folkestone es de 14 conservadores, dos de People Firts y dos demócratas liberales.
Aparte de la zona principal de la ciudad, Sandgate, alcanzó estatus de parroquia civil en su propio derecho en 2004.

## Geografía
Folkestone se encuentra en el extremo sur de las llanuras del norte. A diferencia de los acantilados blancos de Dover más al este, los acantilados de Folkestone están compuestos de arena verde y «Gault Clay». Un pequeño arroyo y la corriente del río Pent, se unen a través de los acantilados en ese punto, y el paraíso natural sirve de ayuda para pescadores y embarcaciones de varios lugares. Los acantilados están constantemente bajo ataque desde el mar: los cabos originales, que alguna vez protegían el puerto, dejaron de hacerlo, y crearon una protección artificial, en forma de escolleras y muelles, que han sido necesarios desde el siglo XVII.
La ciudad está construida sobre ambos lados de los valles originales: West Cliff y The Bayle al oeste, y el East Cliff en el otro lado del arroyo. La corriente del arroyo Pent ahora se ejecuta a través de una alcantarilla de la estación de bomberos, en el cruce de Radnor Park Road, Park Farm y Pabellón Road, hasta que alcanza el interior del puerto. Los restos de un muelle, que data del siglo XVII, se descubrieron bajo lo que ahora es un aparcamiento público, entre la Old Street y el viaducto del ferrocarril, al lado del puerto actual. Incluido en la ciudad, esta Cheriton, donde se encuentra la salida norte del túnel del Canal; Newington; y Peene.
En agosto de 1996, por primera vez en 600 años, los hogares y negocios del oeste de Nigth Bull Road, en el valle de Foord, quedaron bajo dos metros de agua por una fuerte tormenta. Las fuertes lluvias combinadas con deficiencias en el Pent Stream y en el drenaje local causaron la inundación.

### Clima
| Parámetros climáticos promedio de Folkestone, Reino Unido | Parámetros climáticos promedio de Folkestone, Reino Unido | Parámetros climáticos promedio de Folkestone, Reino Unido | Parámetros climáticos promedio de Folkestone, Reino Unido | Parámetros climáticos promedio de Folkestone, Reino Unido | Parámetros climáticos promedio de Folkestone, Reino Unido | Parámetros climáticos promedio de Folkestone, Reino Unido | Parámetros climáticos promedio de Folkestone, Reino Unido | Parámetros climáticos promedio de Folkestone, Reino Unido | Parámetros climáticos promedio de Folkestone, Reino Unido | Parámetros climáticos promedio de Folkestone, Reino Unido | Parámetros climáticos promedio de Folkestone, Reino Unido | Parámetros climáticos promedio de Folkestone, Reino Unido | Parámetros climáticos promedio de Folkestone, Reino Unido |
| Mes                                                       | Ene.                                                      | Feb.                                                      | Mar.                                                      | Abr.                                                      | May.                                                      | Jun.                                                      | Jul.                                                      | Ago.                                                      | Sep.                                                      | Oct.                                                      | Nov.                                                      | Dic.                                                      | Anual                                                     |
| --------------------------------------------------------- | --------------------------------------------------------- | --------------------------------------------------------- | --------------------------------------------------------- | --------------------------------------------------------- | --------------------------------------------------------- | --------------------------------------------------------- | --------------------------------------------------------- | --------------------------------------------------------- | --------------------------------------------------------- | --------------------------------------------------------- | --------------------------------------------------------- | --------------------------------------------------------- | --------------------------------------------------------- |
| Temp. máx. media (°C)                                     | 8.3                                                       | 8.5                                                       | 10.7                                                      | 12.4                                                      | 16.9                                                      | 19.3                                                      | 22.4                                                      | 22.2                                                      | 18.1                                                      | 13.7                                                      | 10.4                                                      | 8.5                                                       | 14.3                                                      |
| Temp. media (°C)                                          | 5.7                                                       | 5.6                                                       | 7.9                                                       | 8.9                                                       | 13.1                                                      | 15.5                                                      | 18.5                                                      | 17.5                                                      | 14.8                                                      | 10.4                                                      | 7.7                                                       | 6.1                                                       | 11                                                        |
| Temp. mín. media (°C)                                     | 3.1                                                       | 2.8                                                       | 5.2                                                       | 5.4                                                       | 9.3                                                       | 11.8                                                      | 14.6                                                      | 12.9                                                      | 11.5                                                      | 7.2                                                       | 5.1                                                       | 3.8                                                       | 7.7                                                       |
| Precipitación total (mm)                                  | 38.5                                                      | 15.1                                                      | 15.3                                                      | 23.1                                                      | 22.8                                                      | 14.7                                                      | 18.3                                                      | 30.1                                                      | 36.6                                                      | 32.6                                                      | 18.4                                                      | 45.9                                                      | 311.4                                                     |
| Fuente: Weatherbase                                       |                                                           |                                                           |                                                           |                                                           |                                                           |                                                           |                                                           |                                                           |                                                           |                                                           |                                                           |                                                           |                                                           |

## Industria
Folkestone fue en un momento una ciudad turística con un comercio marítimo muy desarrollado, con el declive de estas industrias que otros han llenado el vacío, el Dormobile funcionaba, los fabricantes de conversión de coches se basaron en la ciudad. La iglesia y «Dwight», la compañía estadounidense famosa por marcas como «Arm & Hammer», tiene su sede del Reino Unido en esta ciudad.
«Silver Spring Mineral Water Company Limited» hasta hace poco el más grande fabricante de refrescos de propiedad independiente en el Reino Unido, se basó en Park Farm, pero cerró en 2013.
Durante los años 1980 y 1990 la construcción del túnel del Canal proporcionó empleo, así como atraer a muchas personas a la zona, y una vez terminado el rodaje de servicio todavía dio trabajo a muchos.
Varias compañías de seguros se basan en Folkestone. Algunos de ellos solían estar involucrados en el comercio marítimo, pero desde entonces han diversificado hacia otros sectores. «Saga» tiene su sede en Folkestone.

## Transporte
Folkestone se desarrolló debido a sus conexiones con el transporte. Con Francia, gracias al Estrecho de Dover, la ciudad se convirtió en un punto de tránsito importante para aquellos que viajan desde el Reino Unido al continente. Las conversaciones sobre la restauración del tráfico de transbordadores de Boulogne ya que se terminó en el año 2000 se llevaron a cabo en 2005, pero esto no ha sido resuelto; y la entrada norte del túnel del Canal se encuentra en Cheriton.

### Trenes
El ferrocarril llegó a Folkestone el 28 de junio de 1843 y una estación temporal fue construida, mientras se continuaba la construcción de la línea de Dover. Esto comenzó con el viaducto Foord, diseñado por Sir William Cubitt, terminado en 1844. Entonces la estación Folkestone Junction fue inaugurada y la construcción a través de los acantilados entre Dover y Folkestone comenzó. Una vez que la línea fue abierta a Dover, la ciudad comenzó a prosperar (lo que significó un crecimiento hacia el oeste), otras estaciones se abrieron en Folkestone oeste (originalmente llamado Shorncliffe Camp) en 1863, y Folkestone central en 1884.
La estación de Folkestone Harbour se utilizó para trenes de transbordo; la línea de la unión era muy empinada y necesita mucha ayuda de locomotora adicional. Un grupo local, la Remembrance Line Association, está buscando permanentemente para mantener el ramal del puerto como una operación de ferrocarril como patrimonio turístico.
Hoy en día los servicios domésticos de Folkestone utilizan las estaciones Central y Occidental de la línea principal del este y del Sur.
High Speed 1 (HS1) (anteriormente conocida como Channel Tunnel Rail Line) es un ferrocarril de alta velocidad incorporado al francés 'LGV' (Ligne à Grande Vitesse Ligne), que conecta el túnel del Canal con Londres.
Desde diciembre de 2009, los servicios de cercanías de alta velocidad de Dover han llegado a Folkestone y luego, utilizando la línea principal del este al sur de Ashford International, los servicios se une con el HS1 para el viaje a Ebbsfleet, Stratford y Londres St Pancras. El tiempo de viaje a Londres a través de esta ruta se ha reducido a menos de 1 hora; algunos trenes de Folkestone oeste toman tan poco tiempo, como 52 minutos para llegar a la capital en tren de alta velocidad.
El Leas Lift, una elevación del agua victoriana abrió sus puertas en 1885 y conecta las Leas con la playa. Había otros dos ascensores en el Leas en la historia de Folkestone: el Metropole Lift y el Sandgate Hill Railway.

### Carreteras
La ciudad está situada en el extremo oriental de la M20 que ofrece acceso rápido a Ashford, Maidstone, Londres y también a la M25. El A20 es una autopista estándar de Dover y se ejecuta localmente hacia Ashford y Londres, a su vez la M20 se ejecuta localmente a través Sellindge, Ashford, Lenham, Maidstone, Aylesford, Wrotham y Swanley donde la A20, M20 y M25 se encuentran y la A20 continúa a través de Sidcup y Lewisham hacia el centro de Londres.
Folkestone también marca su extremo oriental de la costa sur con la carretera troncal A259 con acceso a la Romney Marsh, Hastings, Eastbourne y demás. Al norte, las carreteras conectan de Folkestone a Canterbury y los pueblos cercanos de Elham y Lyminge.
La stagecoach en el este de Kent opera autobuses locales de la ciudad. Es atendido por los servicios de enlace a Canterbury, el servicio de Wave a Dover, Romney Marsh y Hastings. Otras rutas de autobús que llevan a Hythe, Ashford y Maidstone.

## Educación
Las escuelas en Folkestone incluida "La Academia Folkestone" (formado por la fusión de la Escuela Hillside para varones y Holywell escuela de las niñas en la década de 1970); y Pent Valle Technology College (anteriormente Pent Valle secundaria moderna, formada por la fusión de la Escuela Secundaria Harcourt para Niñas y Morehall Secondary School para chicos en la década de 1970).
Hay dos escuelas secundarias estatales selectivas: La Escuela Folkestone para Niñas (formados por la fusión de la Escuela Secundaria Técnica Folkestone para Niñas y el Liceo Folkestone de las niñas en la década de 1980) y la Escuela de Gramática Harvey para los niños; esta última fue fundada en 1674.
La educación terciaria se ofrece en el Centro Universitario de Folkestone, que abrió sus puertas en septiembre de 2007 y se especializa en Artes Escénicas y de temas relacionados con las industrias creativas. La Universidad Central de Folkestone es una iniciativa conjunta de Canterbury Christ Church University y la Universidad de Greenwich.
Hay un número de escuelas primarias, tanto estatales como independientes, en la ciudad.

## Ciudades hermanas[24]
- Boulogne, Francia
- Midelburgo, Países Bajos
- Étaples, Francia
- Tres de Febrero, Argentina
- Pando, Uruguay